# سیارک ۱۷۷۱۲
سیارک ۱۷۷۱۲ (به انگلیسی: 17712 Fatherwilliam، نامگذاری:1997WK7) هفده هزار و هفتصد و دوازدهمین سیارک کشف شده‌است که در ۱۹ نوامبر ۱۹۹۷ کشف شد.
قدر مطلق سیارک برابر ۱۳٫۷۰ است.